# Stemonitidaceae
Stemonitidae is een familie van slijmzwammen behorend tot de orde Stemonitales. 

## Kenmerken
Kenmerkend voor de Stemonitidae is dat hun plasmodium altijd een zogenaamd aphanoplasmodium is. Meestal is er een columella waaruit het capillitium groeit. Kalkafzettingen ontbreken. De sporen zijn meestal donker, meestal zwartachtig of bruinviolet.

## Taxonomie
De familie werd voor het eerst beschreven door Józef Tomasz Rostafiński in 1873, en in 1922 plaatste Thomas Huston Macbride ze in hun eigen orde. Er is onenigheid over de interne systematiek: sommige Europese auteurs (Nannenga-Bremekamp, Mitchell, Baumann et al.) verdelen de familie in maximaal achttien geslachten. Het volgende systeem is gebaseerd op Dykstra en Keller 2000. Het geslacht Schenella dat zich daarin bevond, waarvan de taxonomische status lange tijd onduidelijk was, bleek echter in 2005 door moleculair-genetische studies een lid van de Gasteromyceten te zijn.

## Geslachten
De familie bestaat uit de volgende geslachten:
- Brefeldia
- Amaurochaete
- Colloderma
- Diacheopsis
- Enerthenema
- Macbrideola
- Lamproderma
- Stemonitis
- Comatricha
- Stemonitopsis